# Idioma andjingith
El idioma andjingith es una extinta Lengua aborigen australiana hablada una vez en Cabo York en Queensland. El área de lengua tradicional de Andjingith incluye el Consejo de la comunidad de Aurukun y la Cocina de Cook.

## Clasificación
Andjingith también puede ser conocido por los siguientes nombres: Anjingid, Andjingid, Andjingith, Adyingid.
Tindale (1974) dice que ¨Winduwinda es un término de cobertura para doce o más grupos pequeños, cada uno con un nombre que termina en '-ngit'. Esto sugiere que Andjingith podría ser un nombre de grupo de Winduwinda, a pesar de que Tindale no lo incluye.